# Дятел габонський
Дя́тел габонський (Dendropicos gabonensis) — вид дятлоподібних птахів родини дятлових (Picidae). Мешкає в Центральній Африці.

## Опис
Довжина птаха становить 16-17 см, вага 24-30 г. Верхня частина тіла зелена, нижня частина тіла жовтувата, сильно поцяткована темними плямками. Верхня частина голови бурувата, у самців на потилиці і тімені червона пляма, під дзьобом нечіткі темні вуса. У молодих птахів на тімені невелика червона пляма. Представники підвиду D. g. reichenowi мають більш виражені вуса, у самців цього підвиду червона пляма на голові менша

## Підвиди
Виділяють два підвиди:
- D. g. reichenowi Sjöstedt, 1893 — південна Нігерія і південно-західний Камерун;
- D. g. gabonensis (Verreaux, J & Verreaux, É, 1851) — від південного Камеруну до західних схилів гір Рувензорі та до північної Анголи.

Деякі дослідники вважають плямистобокого дятла підвидом габонського дятла.

## Поширення і екологія
Габонські дятли мешкають в Нігерії, Камеруні, Центральноафриканській Республіці, Республіці Конго, Демократичній Республіці Конго, Уганді, Анголі, Екваторіальній Гвінеї і Габоні. Вони живуть у вологих рівнинних тропічних лісах, на болотах, на полях і плантаціях, в садах. Віддають перевагу узліссям і рідколіссям, уникають густих лісів і саван. Зустрічаються на висоті до 1400 м над рівнем моря.